# Real Brothas
Albums par B.G. Knocc Out
Eazy-E's Protege
(2011)
Albums par Dresta
Awbymyself
(2010)
Singles
1. 50/50 Luv
Sortie : 25 juillet 1995
2. Jealousy
Sortie : 17 octobre 1995
3. D.P.G./K.
Sortie : 1995

Real Brothas est un album collaboratif de B.G. Knocc Out et Dresta, sorti le 15 août 1995.
L'album s'est classé 4e au Heatseekers, 15e au Top R&B/Hip-Hop Albums et 128e au Billboard 200.
Les titres Jealousy et D.P.G/K ont été écrits en réponse aux attaques du groupe Tha Dogg Pound et 50/50 Luv en hommage à Eazy-E décédé le 25 mars 1995.

## Liste des titres
| No  | Titre                   | Contient un (des) sample(s) de | Durée |
| --- | ----------------------- | --- | ----- |
| 1.  | Everyday All Day        | Fantastic Voyage de Lakeside | 3:15  |
| 2.  | Jealousy                | | 4:30  |
| 3.  | Whose the « G »         | | 4:09  |
| 4.  | Compton Swangin'        | Hollywood Swinging de Kool & The Gang Genius Is Back de Mix Master Spade et Compton Posse | 3:47  |
| 5.  | Life's a Puzzle         | Back & Forth d'Aaliyah The Message de Grandmaster Flash and The Furious Five featuring Grandmaster Melle Mel et Duke Bootee | 4:22  |
| 6.  | B.G. Knocc Out          | I'm Glad You're Mine d'Al Green | 5:35  |
| 7.  | Compton Hoe             | Forever More de Tom Browne Impeach the President des Honey Drippers | 4:58  |
| 8.  | Micc Checc              | | 4:20  |
| 9.  | Compton & Watts         | Dazz de Brick Nuthin' but a 'G' Thang de Dr. Dre featuring Snoop Dogg | 4:21  |
| 10. | 50/50 Luv               | When Somebody Loves You Back de Teddy Pendergrass | 4:31  |
| 11. | Real Brothas            | | 4:31  |
| 12. | Do or Die               | | 4:57  |
| 13. | Take a Ride             | Bounce, Rock, Skate, Roll de Vaughn Mason & Crew | 4:24  |
| 14. | Down Goes Another Nigga | Check Yo Self d'Ice Cube featuring Das EFX | 4:15  |
| 15. | D.P.G/K                 | Real Muthaphuckkin G's d'Eazy-E featuring B.G. Knocc Out & Dresta (Don't Worry) if There's a Hell Below, We're All Going to Go de Curtis Mayfield Eazy-er Said Than Dunn d'Eazy-E Better Off Dead d'Ice Cube Exxtra Special Thankz d'Eazy-E Way 2 Fonky de DJ Quik Still Talkin' d'Eazy-E The Funeral d'Ice Cube | 3:55  |